# Myiopharus barbata
Myiopharus barbata är en tvåvingeart som först beskrevs av Jacques-Marie-Frangile Bigot 1889.  Myiopharus barbata ingår i släktet Myiopharus och familjen parasitflugor. Inga underarter finns listade i Catalogue of Life.